# Parma victoriae
Parma victoriae es una especie de peces de la familia Pomacentridae en el orden de los Perciformes.

## Morfología
Los machos pueden llegar alcanzar los 20 cm de longitud total.

## Hábitat
Es un pez de mar.

## Distribución geográfica
Se encuentra al sur de Australia: desde Dongara (Australia Occidental) hasta Victoria. También en Tasmania.